# Stephen Larigaudelle Dubuisson

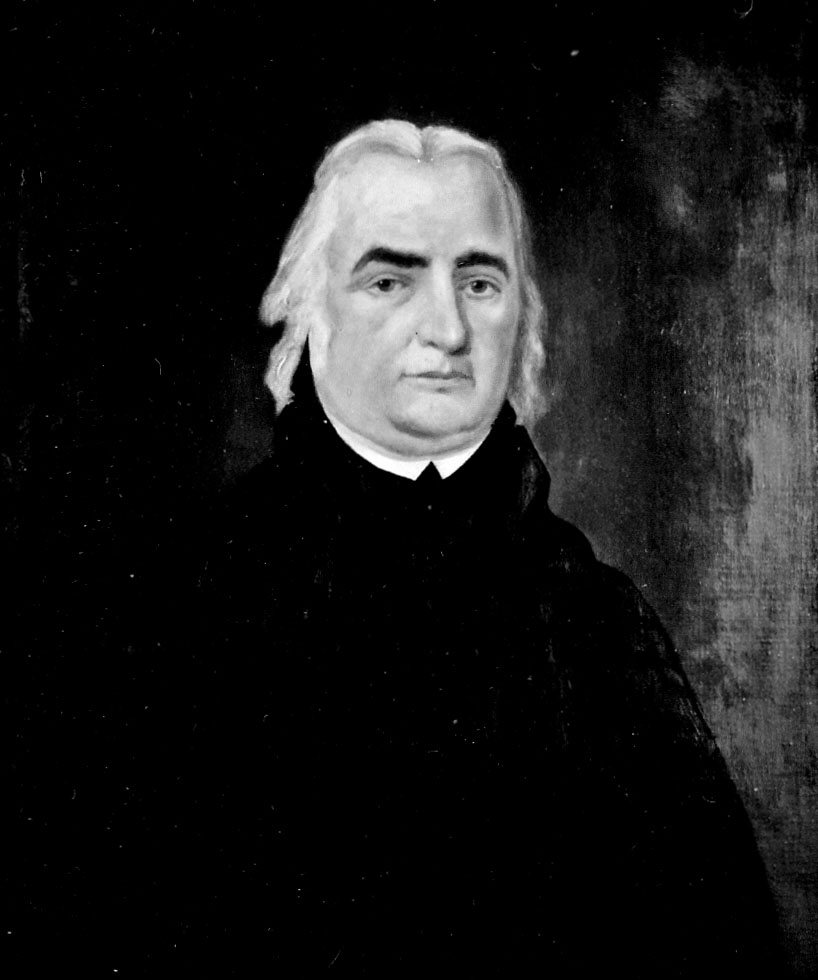
Stephen Larigaudelle Dubuisson foi um padre católico francês e missionário jesuíta nos Estados Unidos.

Stephen Larigaudelle Dubuisson SJ (nascido Étienne de La Rigaudelle du Buisson; 21 de outubro de 1786 - 14 de agosto de 1864) foi um padre católico francês e missionário jesuíta nos Estados Unidos. Nascido numa família rica em Saint-Domingue, Dubuisson fugiu da Revolução Haitiana para a França, onde ascendeu a cargos importantes na corte imperial de Napoleão. Em 1815 decidiu entrar na Companhia de Jesus e navegou para os Estados Unidos. Ele envolveu-se no trabalho pastoral em Maryland e em Washington, DC antes de se tornar no 14º presidente do Georgetown College. Mais tarde sofreu um colapso nervoso e, de modo a recuperar, foi enviado para Roma em 1826.
Dubuisson passou as duas décadas seguintes focado no trabalho pastoral em Maryland, Virgínia e Filadélfia. Ele também viajou pela Europa, arrecadando fundos para os jesuítas americanos entre a realeza e a nobreza. Em 1841 ele retornou definitivamente à França e passou os seus últimos anos como capelão da família e do feudo do duque Mathieu de Montmorency em Borgo San Dalmazzo, e depois como pároco em Toulouse.